# Hydroporus rufifrons
Hydroporus rufifrons är en skalbaggsart som först beskrevs av Otto Friedrich Müller 1776.  Hydroporus rufifrons ingår i släktet Hydroporus och familjen dykare. Arten är reproducerande i Sverige. Inga underarter finns listade i Catalogue of Life.

## Bildgalleri

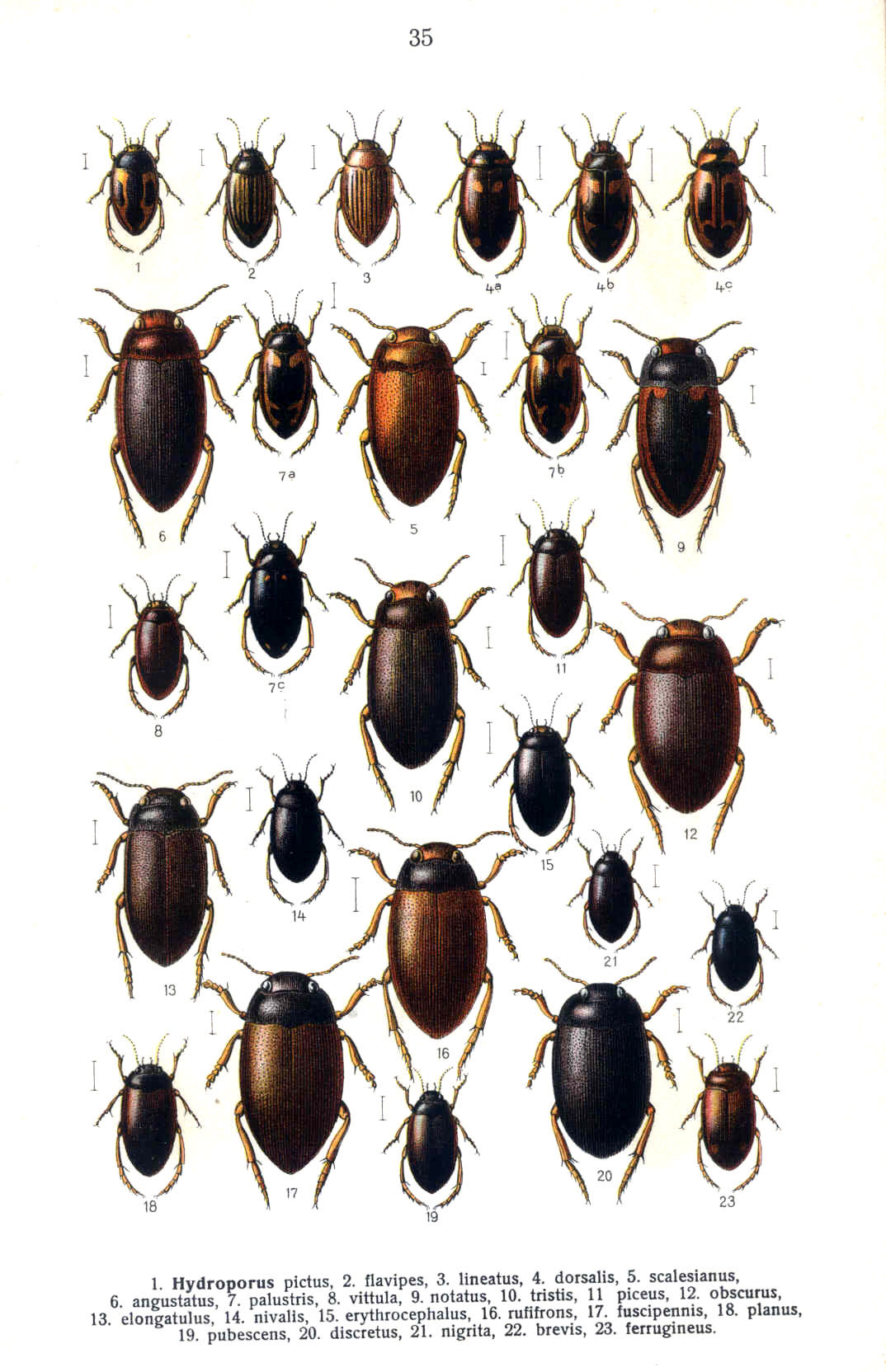
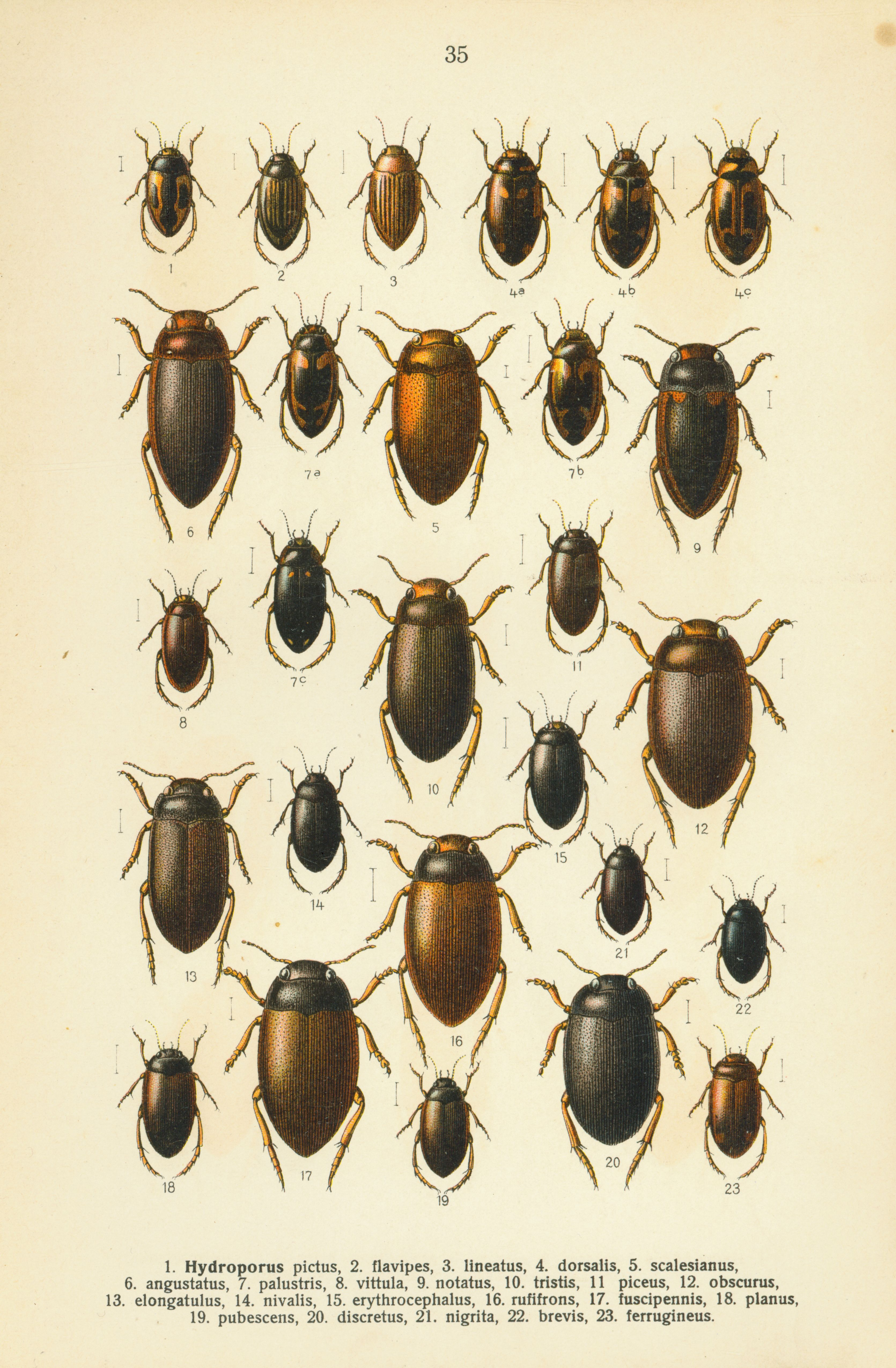